# فرمت فلوگرام استاندارد
فرمت فلوگرام استاندارد (SFF) فرمت فایل باینری است که برای کد کردن نتایج pyrosequencing از پلتفرم 454 life sciences برای تعیین توالی توان بالا استفاده می‌شود. فایل‌های SFF می‌توانند مشاهده، ویرایش شوند. یا با DNA baser (SFF workbench) تبدیل شوند یا به فرمت FASTQبا اsff2fastq یا seq-crumbs تبدیل شوند.